# Bettageri, Madikeri
Bettageri là một làng thuộc tehsil Madikeri, huyện Kodagu, bang Karnataka, Ấn Độ.